# Isomacrolobium triplisomere
Isomacrolobium triplisomere là một loài thực vật có hoa trong họ Đậu. Loài này được (Pellegr.) Breteler mô tả khoa học đầu tiên năm 2008.